# 塞托爾海崖
塞托爾海崖（英語：Centaur Bluff），是南極洲的海崖，位於沙克爾頓海岸，處於卡諾珀斯山以西8公里，屬於測量員山脈的一部分，由新西蘭探險隊發現，現時由南極條約體系管理。